# Botești
Botești is een Roemeense gemeente in het district Neamț.
Botești telt 4844 inwoners. 67% van de bevolking was Rooms Katholiek in 2011. Dit duidt mogelijk op een Csángó achtergrond van de bevolking.